# Huck (fumetto)
Huck è una miniserie a fumetti scritta da Mark Millar e disegnata da Rafael Albuquerque, pubblicata dalla casa editrice statunitense Image Comics per l'etichetta Millarworld.

## Storia editoriale
L'opera viene annunciata all'Image Expo del 2 luglio 2015. Millar dice di essersi ispirato a certi film di Frank Capra e che vuole rappresentare un supereroe che sia una via di mezzo tra Capitan America e Forrest Gump. L'autore scozzese non è interessato a presentare l'ennesimo nuovo supereroe che si ritrova ad indossare un costume sgargiante o ad essere un playboy miliardario, ma a proporre un personaggio insolito per il genere. La struttura narrativa cerca poi di essere compiacente ad una eventuale trasposizione cinematografica, anche perché i fumetti Millarworld sono ormai costantemente sotto l'attenzione degli studios di Hollywood. La miniserie è infatti già stata opzionata e Millar si è sbilanciato nel vedere un attore come Channing Tatum nel ruolo del protagonista. Viene descritta come una storia su un ragazzo con grandi poteri e molto generoso ma con qualche difficoltà di apprendimento.
L'idea di creare il personaggio di Huck è venuta a Millar dopo aver incontrato per caso una persona ad un centro per il volontariato. L'autore ha avuto modo di parlargli e ha scoperto che questa persona si poneva l'obiettivo di fare buone azioni tutti i giorni, anche se di piccola entità. La sua forza motrice è quella di fare sempre qualcosa nell'arco della giornata per aiutare qualcuno. Nei giorni successivi Millar, impressionato dall'incontro, ha cominciato a figurarsi un eroe che agisce nel quotidiano e non si pone come obiettivo quello di sconfiggere supercriminali, ma di aiutare il prossimo. Ovviamente, per rendere il fumetto appetibile, Huck ha dei superpoteri e un'origine misteriosa ma non è il classico supereroe con il mantello e la maschera che si lancia in avventure mirabolanti. Il contesto è quello della provincia americana e la vita dell'eroe prosegue monotona finché il suo passato non arriva a sconvolgere lo status quo della sua vita.
Nel 2017 è stato pubblicata una storia autoconclusiva all'interno del Millarworld New Talent Annual, intitolata Huck: Home Sweet Huck, scritta da Stephanie Cooke, illustrata da Jake Elphick e pubblicata da Image Comics.
Nel 2023 Huck viene ripreso all'interno della miniserie evento Big Game dove viene ucciso da due sicari della Fratellanza di Wesley Gibson, assassinio che viene poi annullato dal viaggio nel tempo compiuto da Hit-Girl.

## Trama
Huck è un ragazzo con una forza notevolmente superiore ad un normale essere umano e la capacità di compiere enormi salti che gli permettono di spostarsi velocemente. Vive in un paese della provincia americana dove tutti sembrano essere a conoscenza di queste sue straordinarie capacità. La sua giornata si svolge compiendo buone azioni che passano dal salvare animali in pericolo all'aiutare persone in gravi difficoltà. Huck non cerca notorietà, non ha identità segrete e non pretende di cambiare il mondo o essere un supereroe ma è comunque altruista e sempre disponibile. Per questo i suoi concittadini sono predisposti ad aiutarlo nel mantenere l'anonimato. Inevitabilmente i media si accorgono della sua esistenza e il Governatore dello Stato coglie al volo l'occasione per sfruttarlo a livello politico nella sua campagna elettorale, con l'intento di portarlo personalmente dal presidente degli Stati Uniti. Huck viene facilmente aggirato dall'entourage politico del governo e si trova in difficoltà a gestire il rapporto con i giornalisti o gli estranei in generale. Qui dimostra una ingenuità eccessiva per una persona ormai adulta e la sua personalità sembra essere infantile e limitata nel comprendere, con lungimiranza, le conseguenze della sua stessa esistenza. Non sembra mai neanche essersi posto il problema delle sue origini e del perché la sua fisiologia differisce da quella di un normale essere umano.
Le sue certezze sono messe in discussione quando incontra un altro essere umano con superpoteri simili ai suoi. Questi gli rivela di essere suo fratello e di conoscere la loro origine. Gli confida che la madre è nata in Unione Sovietica e, siccome mostrava poteri sovraumani, è stata reclutata dal centro di ricerche siberiano per sviluppare il supersoldato al servizio delle nazioni comuniste. Il suo nome è Anna Polina Marianna Kozar ed è riuscita a fuggire negli Stati Uniti nel 1981 quando era incinta di 6 mesi. Per riuscire a fuggire dall'esercito russo ha sfruttato i suoi poteri psichici che le permettono di manipolare le intenzioni delle persone toccandole con le dita della mano, con la sua incredibile resistenza è poi arrivata sulle coste americane a nuoto. Una volta giunta nella sua nuova patria ha dato alla luce 2 gemelli, cioè Huck e il suo ritrovato fratello Tom. Per proteggere se stessa e i suoi figli, ha affidato i due neonati a famiglie diverse e in diversi paesi. Huck e Tom si mettono alla ricerca della madre e riescono a rintracciarla solo per scoprire che in realtà Anna ha avuto un solo figlio (cioè Huck) e che Tom lo ha ingannato per conto del ricercatore russo Professor Orlov, dal quale la donna era fuggita 35 anni prima.
Huck e la madre sono attaccati a sorpresa e tramortiti. Tom è in realtà un androide classificato come Intelligenza Artificiale XV. Quando i due prigionieri si riprendono si ritrovano prigionieri in una città russa la cui esistenza è segreta, il suo nome è Naukograd. Come sostiene Orlov si tratta di una città costruita come luogo per ricerche avanzate e sperimentali, ne sono state edificate oltre 200 nel territorio che una volta era l'Unione Sovietica. Uno degli scopi delle ricerche è stato da sempre quello di creare un supersoldato e Huck è il risultato di decenni di sperimentazione e fallimenti. Dopo la fuga della madre il progetto è stato chiuso e si è puntato sulla creazione di una intelligenza artificiale di cui Tom è un esempio. Il governo russo accoglie con entusiasmo il recupero di Huck e la possibilità di fargli procreare migliaia di esseri simili a lui (con spese inferiori alla produzione di robot), la madre invece è ora sacrificabile. Orlov sottovaluta però la forza combinata dei suoi prigionieri i quali riescono ad evadere, distruggendo gli androidi tra i quali lo stesso Tom. Le forze dell'esercito regolare non sono un problema e vengono presto sbaragliate. Orlov prova a fuggire ma viene fermato da Huck e sua madre. La bontà d'animo di Huck gli impedisce di uccidere il professore russo e così la madre usa i suoi poteri di suggestione per fargli dimenticare qualsiasi cosa abbia mai imparato o studiato come scienziato. Dopo aver distrutto tutti i dati e i sistemi di back-up che contengono i file sul progetto di creazione di supersoldati, madre e figlio tornano negli Stati Uniti per ricominciare la loro vita. Huck torna a compiere le sue buone azioni quotidiane rinunciando ad ogni pretesa di divenire un personaggio pubblico o un tipico supereroe in costume.

## Personaggi
- Huck: un omone di buon cuore e altruista che vive in un paesino della provincia americana dotato di una grande forza, agilità e istinto sovraumano. Non cerca notorietà e gli piace compiere almeno una buona azione al giorno.

- Tom: presunto fratello gemello di Huck separato alla nascita per volontà materna poiché voleva proteggerli dagli uomini che le stavano dando la caccia. Si scopre essere un androide al servizio del progetto di ricerca russo del supersoldato.

- Anna Kozar: madre di Huck dotata di poteri psichici, fuggita dalla Russia nel 1981 per impedire al loro progetto di ricerca di sfruttare suo figlio per i loro scopi.

- Professor Orlov: scienziato senza scrupoli a capo del progetto russo del supersoldato.

## Pubblicazioni
| Titolo                | Data           | Soggetto e sceneggiatura | Disegni            | Colori         | Copertina          | Prima edizione italiana                   | Data italiana |
| --------------------- | -------------- | ------------------------ | ------------------ | -------------- | ------------------ | ----------------------------------------- | ------------- |
| Huck                  | Novembre 2015  | Mark Millar              | Rafael Albuquerque | Dave McCaig    | Rafael Albuquerque | Millarworld Collection 13 (Panini Comics) | Agosto 2017   |
| Huck                  | Dicembre 2015  | Mark Millar              | Rafael Albuquerque | Dave McCaig    | Rafael Albuquerque | Millarworld Collection 13 (Panini Comics) | Agosto 2017   |
| Huck                  | Gennaio 2016   | Mark Millar              | Rafael Albuquerque | Dave McCaig    | Rafael Albuquerque | Millarworld Collection 13 (Panini Comics) | Agosto 2017   |
| Huck                  | Febbraio 2016  | Mark Millar              | Rafael Albuquerque | Dave McCaig    | Rafael Albuquerque | Millarworld Collection 13 (Panini Comics) | Agosto 2017   |
| Huck                  | Marzo 2016     | Mark Millar              | Rafael Albuquerque | Dave McCaig    | Rafael Albuquerque | Millarworld Collection 13 (Panini Comics) | Agosto 2017   |
| Huck                  | Aprile 2016    | Mark Millar              | Rafael Albuquerque | Dave McCaig    | Rafael Albuquerque | Millarworld Collection 13 (Panini Comics) | Agosto 2017   |
| Huck: Home Sweet Huck | Settembre 2017 | Stephanie Cooke          | Jake Elphick       | Abigail Bulmer | Rob Doyle          | Inedito                                   | n/a           |

## Altri media
Sul primo albo della miniserie Millar annunciò che il fumetto era già stato opzionato per una trasposizione cinematografica e che sarebbe stato realizzato dopo i film di Superior e Starlight. Nel 2018 il film rientra tra i progetti Millarworld/Netflix in produzione. Nel 2020 Millar confermò che il film era insieme a Prodigy e Sharkey tra le prossime pellicole da girare. Il film è stato poi trasformato in una serie televisiva con Theodore Melfi alla sceneggiatura.